# Portret Achille’a Emperaire’a
Portret Achille’a Emperaire’a – obraz Paula Cézanne’a, namalowany w latach 1869–1870. Obecnie znajduje się w Musée d’Orsay w Paryżu.
Obraz przedstawia malarza Achille’a Emperaire’a, przyjaciela Paula Cézanne’a, pochodzącego, tak jak on, z Aix-en-Provence. Emperaire był karłem, jednak na obrazie Cézanne’a został ukazany w monumentalnej pozie, jakby zasiadał na tronie.